# USS Isherwood (DD-520)
USS Isherwood (DD-520) là một tàu khu trục lớp Fletcher được Hải quân Hoa Kỳ chế tạo trong Chiến tranh Thế giới thứ hai. Nó là chiếc tàu chiến thứ hai của Hải quân Mỹ được đặt theo tên Chuẩn đô đốc Benjamin F. Isherwood (1822-1915), người tham gia cuộc chiến tranh Mexico-Hoa Kỳ và cuộc Nội chiến Hoa Kỳ. Nó được cho xuất biên chế không lâu sau khi Thế Chiến II kết thúc, tái biên chế trở lại năm 1950 và tiếp tục hoạt động cho đến năm 1961, được chuyển cho Peru và hoạt động cùng Hải quân Peru như là chiếc BAP Almirante Guise (DD-72) cho đến khi bị tháo dỡ năm 1981. Isherwood được tặng thưởng năm Ngôi sao Chiến trận do thành tích phục vụ trong Thế Chiến II.

## Thiết kế và chế tạo
Isherwood được đặt lườn tại xưởng tàu của hãng Bethlehem Steel Co. ở Staten Island New York vào ngày 12 tháng 5 năm 1942. Nó được hạ thủy vào ngày 24 tháng 11 năm 1942; được đỡ đầu bởi bà A. J. Kerwin, cháu nội Chuẩn đô đốc Isherwood; và nhập biên chế tại Xưởng hải quân New York vào ngày 12 tháng 4 năm 1943 dưới quyền chỉ huy của Hạm trưởng, Trung tá Hải quân R. E. Gadrow.

## Lịch sử hoạt động

### 1943
Isherwood tiến hành chạy thử máy huấn luyện tại vùng biển Casco Bay, Maine và ngoài khơi vịnh Guantánamo, Cuba trong tháng 4 và tháng 5 năm 1943. Trong hai tháng tiếp theo, nó hoạt động tuần tra và hộ tống ngoài khơi Argentia, Newfoundland, và vào ngày 5 tháng 8 đã lên đường đi Anh Quốc cùng chiếc tàu chở quân RMS Queen Mary. Nó đi đến Scapa Flow vào ngày 19 tháng 8, hoạt động trong các chiến dịch phối hợp cùng Hạm đội Nhà Anh Quốc, bao gồm một cuộc càn quét về hướng Spitzbergen để truy lùng thiết giáp hạm Đức Quốc Xã Tirpitz. Khởi hành vào ngày 14 tháng 9, chiếc tàu khu trục cùng một đoàn tàu vận tải quay trở về Boston, Massachusetts vào ngày 29 tháng 9.

### 1944
Isherwood được điều động sang Mặt trận Thái Bình Dương; nó khởi hành từ Boston vào ngày 14 tháng 11 năm 1943 để đi San Francisco, California để rồi tiếp tục đi đến Trân Châu Cảng. Con tàu lên đường vào ngày 11 tháng 12 để gia nhập Lực lượng Đặc nhiệm 94 tại khu vực quần đảo Aleut, và trong tám tháng tiếp theo, nó tuần tra chống tàu ngầm tại vùng biển Alaska lạnh giá. Vào tháng 6 năm 1944, nó tham gia một đợt bắn phá các cứ điểm phòng thủ của Nhật Bản tại quần đảo Kurile. Cuối cùng nó quay trở về San Francisco để sửa chữa vào ngày 15 tháng 8.
Isherwood lên đường đi Trân Châu Cảng vào ngày 26 tháng 8 để tham gia chiến dịch giải phóng Philippines, vốn được dự định vào tháng 10. Nó đi đến đảo Manus vào ngày 4 tháng 10, và tiến vào vịnh Leyte cùng lực lượng tấn công vào ngày 20 tháng 10, thực hiện hộ tống và tuần tra trong những ngày đầu của Trận Leyte, cũng như bắn pháo hỗ trợ và bắn pháo sáng ban đêm. Nó tiếp tục ở lại khu vực tấn công vào lúc diễn ra trận Hải chiến vịnh Leyte từ ngày 23 đến ngày 26 tháng 10, một thất bại khác của Hải quân Đế quốc Nhật Bản. Trong tháng 11, nó hộ tống các đoàn tàu vận tải từ các căn cứ tiền phương đến Philippines để tích lũy lực lượng.

### 1945
Trong chiến dịch tấn công lớn tiếp theo ở Philippines tại vịnh Lingayen, Isherwood tham gia lực lượng tấn công dưới quyền Phó đô đốc Theodore S. Wilkinson tại Manus, và lên đường vào ngày 27 tháng 12 năm 1944. Trong suốt hành trình đi từ Leyte đến Lingayen, các đội tàu vận tải và tàu sân bay liên tục bị máy bay tấn công cảm tử Kamikaze không kích, nhưng không ngăn chặn được cuộc tấn công; chiếc tàu khu trục đã bắn rơi ít nhất một máy bay tự sát và trợ giúp bắn rơi những chiếc khác trước khi đi đến khu vực tấn công vào ngày 9 tháng 1 năm 1945. Nó đã bảo vệ cho một đội tàu vận chuyển trong quá trình đổ bộ, quay trở lại Leyte cùng một đôi tàu vào ngày 11 tháng 1. Trong các ngày 29 và 30 tháng 1, nó đi đến Luzon hỗ trợ cho cuộc đổ bộ không gặp kháng cự lên San Antonio và vịnh Subic trong khi lực lượng tiến quân về phía Manila. Chiếc tàu khu trục tiếp tục ở lại khu vực Philippines làm nhiệm vụ bảo vệ chống tàu ngầm và tuần tra cho đến giữa tháng 3
Isherwood lên đường cho chiếc dịch tấn công tiếp theo lên Okinawa vào ngày 21 tháng 3. Đến nơi năm ngày sau đó, nó tham gia cuộc đổ bộ lên Kerama Retto nhằm chuẩn bị cho cuộc đổ bộ chính lên Okinawa. Binh lính đổ bộ lên bờ vào ngày 1 tháng 4 trong chiến dịch đổ bộ lớn nhất tại Mặt trận Thái Bình Dương. Hai ngày sau đó, chiếc tàu khu trục đi đến một vị trí ngoài khơi bãi đổ bộ để hoạt động bắn phá hỗ trợ, một nhiệm vụ được thực hiện cho đến ngày 16 tháng 4, khi nó được phái đi trợ giúp các tàu khu trục Pringle (DD-477) và Laffey (DD-724) ngoài khơi Ie Shima. Xế trưa hôm đó, nó thay phiên cho Laffey làm nhiệm vụ cột mốc radar dẫn đường máy bay chiến đấu.
Trong những ngày tiếp theo, Isherwood chịu đựng nhiều cuộc không kích nặng nề khi phía Nhật Bản nỗ lực tuyệt vọng nhằm đánh trả hạm đội đổ bộ bằng máy bay tự sát. Đang khi trực chiến vào ngày 22 tháng 4, một chiếc Kamikaze đã tấn công vào lúc nhá nhem tối, đăm bổ vào tháp pháo 5-inch số 3. Nhiều đám cháy phát sinh bởi chiếc máy bay ném bom bổ nhào Aichi D3A "Val" và quả bom 500-pound mang theo, nhưng tất cả được nhanh chóng dập tắt ngoài trừ tại đường ray thả mìn sâu phía đuôi tàu. Sau 25 phút dập lửa đầy bất trắc, các quả mìn bị kích nổ gây hư hại nặng nề cho phòng động cơ phía sau. Chiếc tàu khu trục quay trở về Kerama Retto với trên 80 người thiệt mạng, mất tích hay bị thương.
Isherwood đi đến Ulithi vào ngày 9 tháng 5 để được sửa chữa, rồi quay trở về San Francisco vào ngày 3 tháng 6. Nó chỉ hoàn tất việc đại tu sau khi chiến tranh tại Thái Bình Dương đã kết thúc, và sau khi thực hành huấn luyện, nó lên đường đi New York vào ngày 3 tháng 10. Sau khi tham gia lễ Duyệt binh Tổng thống nhân ngày Hải quân, chiếc tàu khu trục đi đến Charleston, South Carolina, nơi nó được cho xuất biên chế vào ngày 1 tháng 2 năm 1946 và đưa về Hạm đội Dự bị Đại Tây Dương.

### 1951 – 1961
Isherwood được cho nhập biên chế trở lại tại Charleston vào ngày 5 tháng 4 năm 1951, và sau khi chạy thử máy huấn luyện tại vùng biển Caribe, nó đi đến cảng nhà mới tại Newport, Rhode Island vào ngày 6 tháng 8. Nó làm nhiệm vụ canh phòng máy bay cho tàu sân bay ngoài khơi Jacksonville, Florida và hoạt động tại khu vực vịnh Narragansett cho đến cuối năm 1951. Chiếc tàu khu trục sau đó lên đường cho chuyến đi cùng Đệ Lục hạm đội tại Địa Trung Hải, khởi hành vào ngày 22 tháng 4 năm 1952. Trong sáu tháng tiếp theo, nó viếng thăm nhiều cảng thi hành sứ mạng gìn giữ hòa bình của hạm đội, trước khi quay trở về cảng nhà vào ngày 17 tháng 10.
Isherwood thực hiện một lượt bố trí khác cùng Đệ Lục hạm đội từ ngày 22 tháng 4 đến ngày 26 tháng 10 năm 1953, rồi sau đó làm nhiệm vụ cơ động và canh phòng máy bay dọc theo vùng bờ Đông. Vào tháng 6 năm 1954, nó tiến hành huấn luyện ôn tập tại vùng biển ngoài khơi vịnh Guantánamo, rồi lên đường từ Newport vào ngày 30 tháng 11 để gia nhập Hạm đội Thái Bình Dương. Nó băng qua kênh đào Panama và đi đến San Diego vào ngày 15 tháng 12.
Isherwood khởi hành đi sang Viễn Đông vào ngày 4 tháng 1 năm 1955, chủ yếu hoạt động tại khu vực Philippines ngoại trừ một chuyến tuần tra eo biển Đài Loan trong tháng 4 và tháng 5. Con tàu kết thúc lượt phục vụ cùng Đệ Thất hạm đội vào tháng 6, quay về đến San Diego vào ngày 19 tháng 6, và tiếp tục hoạt động thường lệ và huấn luyện dọc theo vùng bờ Tây. Con tàu lại được phái sang khu vực Tây Thái Bình Dương đầy bất ổn trong năm 1956, khi nó trải qua giai đoạn từ tháng 1 đến tháng 7 tuần tra ngoài khơi Đài Loan, Malaya và Nhật Bản. Chiếc tàu khu trục còn quay lại Viễn Đông trong năm 1957, viếng thăm Sydney, Perth và Darwin, Australia cùng ba tàu khu trục khác thuộc Đội khu trục 211 trực thuộc Hải đội Khu trục 21.
Isherwood lại có mặt ngoài khơi Đài Loan vào năm 1958 do vụ Khủng hoảng eo biển Đài Loan lần thứ hai, khi phía Trung Cộng bắn pháo vào các đảo Kim Môn và Mã Tổ còn do Trung Hoa dân quốc kiểm soát, giúp ngăn ngừa lan rộng cuộc xung đột. Nó quay về cảng nhà San Diego vào ngày 7 tháng 12 năm 1958, và trải qua sáu tháng đầu năm 1959 thực hành cơ động và huấn luyện sau khi được tái trang bị tại Xưởng hải quân Mare Island. Nó lên đường cho lượt phục vụ thứ bảy cùng Đệ Thất hạm đội vào ngày 1 tháng 8 năm 1959, hoạt động cùng tàu sân bay Lexington (CV-16) tại Biển Đông khi xảy ra xung đột tại Lào nhằm giúp tìm kiếm một giải pháp hòa bình. Sau các hoạt động thực hành hạm đội và canh phòng máy bay, nó lên đường quay về San Diego vào ngày 29 tháng 11 năm 1959.
Đến năm 1960, Isherwood tham gia các hoạt động thực tập huấn luyện, bao gồm một chuyến đi huấn luyện học viên sĩ quan, cho đến khi lại lên đường làm nhiệm vụ cùng Đệ Thất hạm đội vào ngày 18 tháng 10. Nó tham gia tuần tra tại Đài Loan và thực tập đổ bộ tại Okinawa trước khi quay trở về San Diego vào ngày 27 tháng 3 năm 1961. Con tàu lại hoạt động huấn luyện dọc theo vùng bờ biển California cho đến khi được cho xuất biên chế vào ngày 11 tháng 9 năm 1961, và được chuyển cho Peru mượn vào ngày 8 tháng 10 năm 1961.

## BAPAlmirante Guise(DD-72)
Chiếc tàu khu trục đã phục vụ cùng Hải quân Peru như là chiếc BAP Almirante Guise (DD-72). Con tàu ngừng hoạt động và bị tháo dỡ vào năm 1981.

## Phần thưởng
Isherwood được tặng thưởng năm Ngôi sao Chiến trận do thành tích phục vụ trong Thế Chiến II.